# Sisyfos
Sisyfos (latinsky Sisyphus) byl v řecké mytologii syn Aiola a jeho manželky Enareté. Jeho dědem byl Hellén, praotec všech Řeků. Stal se zakladatelem a prvním králem Korinthu.
Jeho bratry byli:
- Krétheus založil město Iólkos
- Salmóneus založil Salmónii
- Magnés vládl v Magnésii
- Athamás vládl v Orchomenu
- Deión vládl ve Fókidě
- Periérés vládl v Messéně.

O Sisyfovi se říkalo, že je nejchytřejší z lidí, nebo také, že je ze všech nejprohnanější.
Oženil se s Meropou, jednou ze sedmi dcer Titána Atlanta. Jejich synové se jmenovali Glaukos, Ornytión a Sinón.
Meropé měla pěkné stádo dobytka, ovšem Sisyfos brzy vypozoroval, že stádo je stále menší, zatímco stáda blízkého souseda Autolyka se rozrůstají. Jelikož Autolykos byl v kraji známý jako mistr krádeží (pomáhala mu schopnost měnit podobu ukradených zvířat, schopnost, kterou ho obdaroval otec Hermés), snažil se Sisyfos na něho vyzrát. Povedlo se mu to tak, že na kopyta dobytka vyryl a olovem zalil slova „Ukradl Autolykos“. Když následující den šel po jasných stopách zanechaných dobytkem, došel do Autolykových stájí. Zloděj byl usvědčen. Zatímco se sousedé dohadovali se zlodějem, Sisyfos vstoupil do domu a svedl Autolykovu dceru Antikleiu, která se krátce nato stala ženou argejského krále Láerta. Antikleia otěhotněla a porodila chlapce – Odyssea. Jak jeho příznačná lstivost, tak vytrvalost byly dědictvím po otci.
Sisyfos založil město Efyru, později zvanou Korinth, zasloužil se o rozvoj loďstva a obchodu, avšak jeho současníci ho znali spíše jako darebáka.
Pomstil se svému bratru Salmóneovi, který mu sebral thessalský trůn. Udělal to tak, že svedl jeho dceru Tyró, ta mu zplodila dvě děti, ale když se později dozvěděla, že jeho motivem nebyla láska, nýbrž nenávist k jejímu otci, obě děti zabila. Sisyfos ovšem vznesl proti Salmóneovi falešné obvinění z incestu a vraždy a vyhnal ho z Thessálie.
Na svůj prospěch hleděl i tehdy, když říční bůh Asópos hledal ztracenou dceru Aigínu. Sisyfos věděl, že ji unesl nejvyšší bůh Zeus, a věděl také, kde ji schovává, ale Asópovi to prozradil až po slibu, že mu dá na korinthském hradě nevysychající studnu. Zeus se musel zuřivému Asópovi ubránit metáním blesků.
Zeus Sisyfovi neprominul a za prozrazení tajemství bohů ho navěky potrestal. Nařídil Thanatovi, bohu smrti, aby Sisyfa odvlekl do Tartaru, propasti věčné temnoty. Jenže Sisyfos Thanata přelstil, nasadil mu jeho vlastní pouta a několik dnů ho držel ve svém domě jako vězně. To způsobilo na světě chaos, protože nikdo nemohl zemřít. Thanata vysvobodil bůh války Arés a Sisyfa Thanatovi vydal.
Sisyfos se však nevzdával. Než ho Hádés odvedl do podsvětí, stačil nařídit své ženě, aby ho nepohřbívala. V Hádově paláci vyhledal Hádovou manželku Persefonu, namítal, že jako nepohřbeného ho v podsvětí nemohou držet, a lstivými řečmi ji přesvědčil, že se vrátí na zem jenom potrestat málo truchlící ženu a do tří dnů bude zpět. Protože slib nesplnil a nevrátil se, byl povolán Hermés, posel bohů, aby ho přivedl, třeba násilím.
Sisyfos byl přiveden a příkladně a krutě potrestán. Soudci mrtvých mu přikázali, aby tlačil obrovský kámen na kopec a na druhé straně ho skutálel dolů. Jenže to se Sisyfovi nepodařilo, kámen mu vždy těsně pod vrcholem vyklouzl a valil se zpátky dolů. Sisyfos musí začínat stále znovu. A tak je navěky k smrti unaven, trpí marností svého počínání a bezvýchodností situace, na niž je i jeho příslovečná chytrost krátká.
Symbolem nesmyslné, otupující a bezvýchodné činnosti, ze které nikdy nemůže být užitek, se stal pojem „sisyfovská práce“. Rčení „sisyfovská práce“ znamená marnou práci, marnou snahu.

## Odraz v umění a filozofii
- Stefan Žeromski pod pseud. Maurycy Zych – autobiografický román Sisyfovy práce (Syzyfowe prace, 1897); 2000 zfilmován, rež. Paweł Komorowski
- Robert Merle zpracoval téma v divadelní hře Sisyfos a smrt (Sisyphe et la mort).
- Albert Camus je autorem filozofického eseje Mýtus o Sisyfovi (Le Mythe de Sisyphe, 1942).
- Hudební skladatel Karl-Birger Blomdahl je autorem hudby k baletu Sisyfos (1957).
- Výtvarné umění: Guercino (asi 1638), Tizian (1548–1549), Franz von Stuck (1920), Claude Verlinde (1927), Odd Nerdrum (?) a mnozí další.